# Praon prunaphis
Praon prunaphis är en stekelart som beskrevs av Chou och Qiao Ping Xiang 1982. Praon prunaphis ingår i släktet Praon och familjen bracksteklar. Inga underarter finns listade i Catalogue of Life.